# Lagarto Amarillo
Lagarto Amarillo fue un grupo musical español compuesto por los hermanos Mora.

## Biografía
Lagarto Amarillo fue un grupo madrileño formado por los tres hermanos Mora: Pablo, Patricia y José María. La singularidad de Lagarto Amarillo se basa en las letras de sus temas. Su capacidad creadora aporta a las letras del grupo una personalidad muy concreta.
Nacido en 2001, el grupo fue creado por los tres hermanos Mora y un cuarto componente, Chema Buhigas, que posteriormente dejó la formación en el 2008.
En el año 2003 los Lagarto publican su primer disco, Que la Suerte te Acompañe con Universal Music Group producido por Fernando Illán. Con este trabajo, el grupo se lanza a recorrer en gira todo el país, consiguiendo un gran número de seguidores.
En 2007 presentan su segundo disco: Distinto, cuyo tema ‘Cuéntame’ sería escogido para anunciar la popular serie de TVE “Cuéntame cómo pasó“. Este segundo LP, producido por el propio Pablo Mora junto a Sergio Castillo, fue publicado con un sello discográfico propio: Níquel Records. 
Distinto significó un paso importante en la definición del estilo propio que marca la música de Lagarto Amarillo. En el año 2009, este excelente trabajo es galardonado con el JPF Music Award al mejor disco latino, así como a la mejor canción "latina" por ‘Cuéntame’. En estos premios, Lagarto Amarillo aparece también nominado a Mejor Canción Latina por ‘Tengo un Amigo Alemán’.
En el año 2010, tras recorrer España de concierto en concierto, Lagarto Amarillo publica una edición limitada y remasterizada de su primera maqueta: Se hizo tarde, que es presentada en un encuentro con sus fanes. Ese mismo año comienza la gira “Los Domingos por la Tarde”, que servirá como anticipo de su nuevo trabajo.
El 14 de febrero de 2012 publican Estoy mintiendo de verdad, su tercer álbum, que aparece editado por Niquel Records y Darlalata Music, y producido por Pipo Romero. Estoy mintiendo de verdad entra directamente en los primeros puestos de la lista oficial de ventas de discos. 
En marzo de 2012 inician con gran éxito una gira por toda España que se extiende sin solución de continuidad hasta el otoño de 2013. De esta forma, la banda de Lagarto Amarillo ha tenido la oportunidad de recorrer todas las provincias del país cosechando grandes ovaciones en todas las plazas. Es de reseñar que en algunas de las grandes ciudades como son Madrid, Barcelona, Toledo, Pamplona o Bilbao, han agotado la venta de localidades y han completado los aforos de las salas más prestigiosas.
Cuando en diciembre de 2011 se presenta el primer sencillo de Estoy mintiendo de verdad, su presencia y su recorrido en la lista de 40 Principales son definitivos y así, no tardan en hacerse eco el resto de los diales del panorama nacional; de esta forma crece el reconocimiento del gran público y los temas elegidos como sencillos de este CD se sitúan en el top de todas las grandes cadenas de radio y de televisión de vídeos musicales. Lagarto Amarillo se consagra con este disco como uno de los grupos de referencia del pop español. 
‘Dejarse la piel’ aparece como primer sencillo y ya ha superado los dos millones de reproducciones en YouTube. El segundo sencillo es su conocido tema: ‘Culpable’, cuya fama se extiende rápidamente. En YouTube pasa de los tres millones de reproducciones y se convierte en la canción baluarte del grupo gracias a su enorme presencia en todas las radios.
Han pisado en Barcelona la sala Razzmatazz, la Bikini y el Teatre Apolo; y las tablas de mayor carga mítica de Madrid como son la sala Joy Eslava, Sala La Riviera, El Palacio de los Deportes, la Plaza de Toros de las Ventas y el escenario montado en la Puerta de Alcalá con motivo de la candidatura de Madrid 2020, en conciertos propios y diversos festivales de renombre. 
En la actualidad compaginan los conciertos de la gira con la preparación de su próximo trabajo, que verá la luz en 2014.
En 2014 sacan su nuevo disco con el mismo nombre de la banda.
El 22 de junio de 2015 fallece uno de los hermanos Mora y guitarrista de la banda José María.
En mayo de 2017 sale su nuevo sencillo ‘Perdón & Amén’ de su nuevo disco ‘Campeón’. El disco está dedicado a su hermano y guitarrista del grupo fallecido José María.

## Componentes
- Pablo Mora: voz solista y guitarra
- Patricia Mora: teclados, timple, acordeón y coros
- José Mª Mora (†): guitarra y coros

## Discografía
Que la suerte te acompañe (2003)
| N.º | Título                            | Duración |  |
| 1.  | «Que la suerte te acompañe»       |          |  |
| 2.  | «Lejos de veras»                  |          |  |
| 3.  | «Mañana me voy»                   |          |  |
| 4.  | «Ahoraluego»                      |          |  |
| 5.  | «Pueblo Rico»                     |          |  |
| 6.  | «Dame un cigarrito a ver que tal» |          |  |
| 7.  | «Volaíto»                         |          |  |
| 8.  | «Sobrevuelo»                      |          |  |
| 9.  | «Anoche»                          |          |  |
| 10. | «Solea»                           |          |  |
| 11. | «Por eso (Kantamelade)»           |          |  |

Composición de letra y música por Pablo Mora. Producción a cargo de Fernando Illán.
Distinto (2006)
| N.º | Título                              | Duración |  |
| 1.  | «El último día»                     | 3:32     |  |
| 2.  | «Hoy»                               | 3.31     |  |
| 3.  | «Cuéntame»                          | 3:17     |  |
| 4.  | «Tukevás (de la Tierra a la gente)» | 3:07     |  |
| 5.  | «No somos nadie»                    | 3:06     |  |
| 6.  | «Un poquito más pacá del Más Allá»  | 3:25     |  |
| 7.  | «Entre Nubes»                       | 3:40     |  |
| 8.  | «Siempre y cuando»                  | 4:11     |  |
| 9.  | «Paso»                              | 3:08     |  |
| 10. | «Tengo un amigo alemán»             | 3:22     |  |
| 11. | «Na,na»                             | 3:43     |  |
| 12. | «Al calor del invierno»             | 2:12     |  |

Composición de letra y música por Pablo Mora. Producción a cargo de Pablo Mora y Sergio Castillo.

SE HIZO TARDE (2010) (Reedición de la primera maqueta del Lagarto Amarillo. Edición limitada)
| N.º | Título                            | Duración |  |
| 1.  | «Dame un cigarrito a ver que tal» |          |  |
| 2.  | «Sobrevuelo»                      |          |  |
| 3.  | «Se hizo tarde»                   |          |  |
| 4.  | «Que se nublen»                   |          |  |
| 5.  | «Babia»                           |          |  |
| 6.  | «Mareando la perdiz»              |          |  |
| 7.  | «Laismi en difor»                 |          |  |
| 8.  | «Cada uno con su llave»           |          |  |

Composición de letra y música por Pablo Mora. Dirección y producción a cargo de Pablo Mora

Estoy mintiendo de verdad (2012)
| N.º | Título                      | Duración |  |
| 1.  | «Dejarse la piel»           | 3:10     |  |
| 2.  | «Desapareciendo»            | 3:47     |  |
| 3.  | «Parte de mí»               | 3:36     |  |
| 4.  | «Culpable»                  | 3:55     |  |
| 5.  | «Mentira»                   | 3:40     |  |
| 6.  | «Yo nunca quise»            | 3:40     |  |
| 7.  | «Por eso (kantamelade)»     | 4:39     |  |
| 8.  | «Dónde duele»               | 4:00     |  |
| 9.  | «Una vez más»               | 3:46     |  |
| 10. | «Los domingos por la tarde» | 3:36     |  |
| 11. | «El huracán»                | 2:32     |  |

Composición de letra y música por Pablo Mora, y producción a cargo de Pipo Romero.
Lagarto Amarillo (2014)
| N.º | Título              | Duración |  |
| 1.  | «Crío»              | 3:54     |  |
| 2.  | «Cuenta hasta Diez» | 3:56     |  |
| 3.  | «El Alma a Besos»   | 3:39     |  |
| 4.  | «Pecosa»            | 3:43     |  |
| 5.  | «Mi mundo Ideal»    | 3:00     |  |
| 6.  | «Lucharé»           | 4:02     |  |
| 7.  | «Y Yo»              | 4:32     |  |
| 8.  | «Lo Entiendo Todo»  | 4:00     |  |
| 9.  | «Septiembre»        | 3:58     |  |
| 10. | «El Último Día»     | 2:36     |  |

Campeón (2017)
| N.º | Título                    | Duración |  |
| 1.  | «Kamikaze»                | 2:54     |  |
| 2.  | «Arriba»                  | 3:18     |  |
| 3.  | «Campeón (Hermano Mayor)» | 3:51     |  |
| 4.  | «Como las Estrellas»      | 3:34     |  |
| 5.  | «Mano Rota»               | 3:10     |  |
| 6.  | «Decirte Adiós»           | 3:51     |  |
| 7.  | «Perdón y Amén»           | 4:22     |  |
| 8.  | «Un Día Inolvidable»      | 2:58     |  |
| 9.  | «No te Vayas Nunca»       | 3:59     |  |
| 10. | «Qué Será Que Tienes»     | 3:44     |  |

## Sencillos
| Año  | Canción                     | Álbum                     | Pos. |
| ---- | --------------------------- | ------------------------- | ---- |
| 2003 | «Ahoraluego»                | Que la suerte te acompañe |      |
| 2004 | «Mañana me voy»             | Que la suerte te acompañe |      |
| 2006 | «Cuéntame»                  | Distinto                  |      |
| 2006 | «Hoy»                       | Distinto                  |      |
| 2010 | «Los domingos por la tarde» | Se Hizo Tarde             |      |
| 2012 | «Dejarse la Piel»           | Estoy Mintiendo de Verdad | 7    |
| 2012 | «Culpable»                  | Estoy Mintiendo de Verdad | 16   |
| 2014 | «Crío»                      | Lagarto Amarillo          |      |
| 2017 | «Perdón y Amén»             | Campeón.                  |      |